# Noorwegen op het Eurovisiesongfestival 2003
Noorwegen nam deel aan het Eurovisiesongfestival 2003 in Riga (Letland). Het was de 42ste keer dat Noorwegen deelnam aan het Eurovisiesongfestival. NRK was verantwoordelijk voor de Noorse bijdrage voor de editie van 2003.

## Selectie procedure
Net zoals hun vorige deelname, koos men er weer voor om een nationale finale te organiseren.
Deze vond plaats in de Spektrum Arena in Oslo op 1 maart 2003 en werd gepresenteerd door Øystein Bache.
In totaal deden er twaalf artiesten mee aan deze finale en de winnaar werd gekozen door een mix van televoting en jurypunten.
Er waren 2 stemronden. In de eerste ronde werden de beste 4 liedjes geselecteerd waarna deze onderling uitmaakten wie naar Stockholm mocht.
| Volgorde | Artiest               | Lied                        | Punten | Plaats |
| -------- | --------------------- | --------------------------- | ------ | ------ |
| 1        | Ingvild Pedersen      | "Anyway You Want It"        | 16     | 8      |
| 2        | Daddy Cool            | "Don't Stop"                | 25     | 5      |
| 3        | Åse Karin Hjelen      | "Han kom som ein vind"      | 0      | 12     |
| 4        | Linda Kvam            | "You've Got A Hold On Me"   | 25     | 5      |
| 5        | Erik Jacobsen         | "So You Say"                | 5      | 10     |
| 6        | Birgitte Einarsen     | "Good Evening, Europe!"     | 35     | 4      |
| 7        | Alfie                 | "One"                       | 51     | 2      |
| 8        | Kikki, Bettan & Lotta | "Din hånd i min hånd"       | 44     | 3      |
| 9        | Monopole              | "Wonderful Girl"            | 18     | 7      |
| 10       | Soda                  | "Fool In Love"              | 13     | 9      |
| 11       | Jostein Hasselgård    | "I'm not afraid to move on" | 54     | 1      |
| 12       | Don Ramage            | "Perfect Tragedy"           | 4      | 11     |

| Artiest               | Lied                        | Televoting | Plaats |
| --------------------- | --------------------------- | ---------- | ------ |
| Birgitte Einarsen     | "Good Evening, Europe!"     | 25978      | 3      |
| Alfie                 | "One"                       | 50885      | 2      |
| Kikki, Bettan & Lotta | "Din hånd i min hånd"       | 25962      | 4      |
| Jostein Hasselgård    | "I'm Not Afraid To Move On" | 78460      | 1      |

## In Riga
In Letland moest Noorwegen optreden als achttiende, na Griekenland en voor Frankrijk. Na de stemming bleek dat Noorwegen de vierde plaats had behaald met 123 punten.
Men ontving 3 keer het maximum van de punten.
Door dit resultaat mocht Noorwegen rechtstreeks deelnemen aan de finale van het Eurovisiesongfestival 2004.
België  en Nederland hadden respectievelijk 6 en 7 punten over voor deze inzending.

### Gekregen punten

#### Finale
| 12 punten                    | 10 punten | 8 punten                        | 7 punten                                     | 6 punten                                       |
| ---------------------------- | --------- | ------------------------------- | -------------------------------------------- | ---------------------------------------------- |
| - Ierland - IJsland - Zweden | - Estland |                                 | - Duitsland - Letland - Nederland - Oekraïne | - België - Malta - Polen - Verenigd Koninkrijk |
| 5 punten                     | 4 punten  | 3 punten                        | 2 punten                                     | 1 punt                                         |
| - Portugal - Slovenië        | - Rusland | - Frankrijk - Israël - Roemenië | - Oostenrijk                                 |                                                |

### Punten gegeven door Noorwegen

#### Finale
Punten gegeven in de finale:
| 12 punten | IJsland    |
| 10 punten | Turkije    |
| 8 punten  | Oostenrijk |
| 7 punten  | Zweden     |
| 6 punten  | Ierland    |
| 5 punten  | Nederland  |
| 4 punten  | Polen      |
| 3 punten  | België     |
| 2 punten  | Rusland    |
| 1 punt    | Roemenië   |

1960 · 1961 · 1962 · 1963 · 1964 · 1965 · 1966 · 1967 · 1968 · 1969 · 1970 · 1971 · 1972 · 1973 · 1974 · 1975 · 1976 · 1977 · 1978 · 1979 · 1980 · 1981 · 1982 · 1983 · 1984 · 1985 · 1986 · 1987 · 1988 · 1989 · 1990 · 1991 · 1992 · 1993 · 1994 · 1995 · 1996 · 1997 · 1998 · 1999 · 2000 · 2001 · 2002 · 2003 · 2004 · 2005 · 2006 · 2007 · 2008 · 2009 · 2010 · 2011 · 2012 · 2013 · 2014 · 2015 · 2016 · 2017 · 2018 · 2019 · 2020 · 2021 · 2022 · 2023 · 2024 · 2025